# Льнозавод (Алтайский край)
Льнозаво́д — посёлок в Тогульском районе Алтайского края. Входит в состав Тогульского сельсовета. Основан в 1939 году.

## География
Посёлок находится на правом берегу реки Уксунай, на расстоянии 3 км к юго-востоку от села Тогул, административного центра района.

## Население
| 1997 | 1998 | 1999 | 2000 | 2001 | 2002 | 2003 |
| ---- | ---- | ---- | ---- | ---- | ---- | ---- |
| 181  | ↗184 | ↘174 | ↗178 | ↘176 | ↘171 | ↘168 |
| 2004 | 2005 | 2006 | 2007 | 2008 | 2009 | 2010 |
| ↗171 | ↘169 | ↘167 | ↘165 | ↘164 | ↘155 | ↘139 |
| 2011 | 2012 | 2013 |      |      |      |      |
| ↘136 | ↗137 | ↗152 |      |      |      |      |

## Улицы
- ул. Береговая,
- ул. Заводская,
- ул. Новая.

## Экономика
До 30 января 2017 года функционировал ООО «Тогульский Льнозавод», основной деятельностью которого являлось выращивание волокнистых прядильных культур.

## Инфраструктура
В посёлке действуют почтовое отделение и продовольственные магазины.